# Distrito de Colón
Colón es uno de los 6 distritos que integran la provincia homónima. La ciudad homónima es la capital del distrito y de la provincia. Con una población de 240 722 habitantes según el censo de 2023, es el quinto distrito más poblado de Panamá y el más poblado de su provincia.
El distrito tiene una extensión de 1 179.9 km² y se organiza territorialmente en 15 corregimientos. Limita al norte con el mar Caribe, al oeste al distrito de Chagres, al este al distrito de Portobelo, al suroeste a los distritos de Capira y La Chorrera, y al sureste al distrito de Panamá. La mayoría del litoral del lago Gatún se encuentra rodeado por el distrito de Colón, y en menor medida, por La Chorrera y Arraiján. Colón es el único distrito en el área del Canal que ocupa ambas de sus orillas.
El distrito se encuentra en la entrada por el mar Caribe del Canal de Panamá y alberga un número importante de puertos de interés logístico y turístico, que han consolidado a toda la provincia como el segundo mayor aportador al PIB de toda la República (18% del total nacional, solo superado por la provincia de Panamá). El distrito también alberga a la Zona Libre que, con una superficie mayor a 10 km², es la zona franca más grande del continente americano y la segunda del mundo. La represa que contribuyó a la formación del lago Gatún, crucial para la operación del canal de Panamá, se encuentra en el extremo noroeste del distrito que se corresponde con la «Costa Abajo de Colón».

## Historia
El área de superficie de Colón es de 1.179,9 km². Limita al norte con el Mar Caribe, al sur con la provincia de Panamá, al este con el distrito de Portobelo, y al oeste con el distrito de Chagres.
La ciudad de Colón es la capital del distrito (y de la provincia), fue fundada el 27 de febrero de 1852 y es famosa por su Zona Libre, y por ser terminal norte del Canal de Panamá.

## Gobierno y política

### Alcaldía del Distrito
El alcalde es la máxima autoridad del Distrito y es elegido por todos los ciudadanos mayores de 18 años habilitados para votar, en una elección concurrente con la de los representantes de corregimiento y las autoridades nacionales (presidente de la República y miembros de la Asamblea Nacional). Las responsabilidades del alcalde, establecidas por el artículo 240 de la Constitución, son: presentar proyectos de acuerdos, ordenar los gastos de la administración local, nombrar y remover a los funcionarios públicos municipales cuya designación no corresponda a otra autoridad, promover el progreso municipal y garantizar el cumplimiento de los deberes de los funcionarios del municipio, entre otras que sean dispuestas por la Ley.
El alcalde del Distrito de Colón desde el 1 de julio de 2024 es Diógenes Galván, elegido por la libre postulación y Cambio Democrático con el 30.49% de los votos válidos.

### Consejo municipal
El Consejo municipal ostenta el poder legislativo del gobierno del distrito y tiene la responsabilidad de aprobar o rechazar los proyectos municipales presentados por el alcalde. Está constituido por los representantes de los quince corregimientos del Distrito:
- Barrio Norte – H.R. Jairo Salazar (Partido Revolucionario Democrático)[13]
- Barrio Sur – H.R. Pedro Santizo (Realizando Metas)[13]
- Buena Vista – H.R. Carlos Lima (Libre postulación)[13]
- Cativá – H.R. Carlos Daley (Realizando Metas)[13]
- Ciricito – H.R. Luis Castillo (Partido Panameñista)[13]
- Cristóbal – H.R. Ricardo Cerrud (Partido Revolucionario Democrático)[13]
- Escobal – H.R. Hugo Castro (Partido Revolucionario Democrático)[13]
- Limón – H.R. Eleuterio Pérez (Realizando Metas)[13]
- Nueva Providencia – H.R. William Sánchez (Partido Revolucionario Democrático)[13]
- Puerto Pilón – H.R. Carlos De La Rosa (Partido Revolucionario Democrático)[13]
- Sabanitas – H.R. Diana Pájaro (Libre postulación)[13]
- Salamanca – H.R. Janessy Bonilla (Partido Panameñista)[13]
- San Juan – H.R. Gaby Ávila (Partido Panameñista)[13]
- Santa Rosa – H.R. Omar Antioco (Partido Revolucionario Democrático)[13]
- Cristóbal Este – H.R. Félix Ross (Realizando Metas)[13]

Cada representante es responsable de la administración de la junta comunal de su corregimiento que, a su vez, es responsable de impulsar la organización de la comunidad para promover su desarrollo socioeconómico y político. En este sentido, su deber primordial es promover el desarrollo de la colectividad y buscar la solución de sus problemas más relevantes. Los recursos financieros de las juntas comunales provienen de la alcaldía y la Autoridad Nacional de Descentralización.

### Organización territorial
El Distrito de Colón, a partir del 22 de octubre de 2015, se organiza territorialmente en un total de quince corregimientos:
| Corregimiento      | Superficie (km²) | Censo de 2023 | Censo de 2023 | Censo de 2023      |
| Corregimiento      | Superficie (km²) | Población     | VP            | Densidad (hab/km²) |
| ------------------ | ---------------- | ------------- | ------------- | ------------------ |
| Barrio Norte       | 1.3              | 12 320        | 40.13%        | 9 325.9            |
| Barrio Sur         | 1.7              | 6 463         | 54.08%        | 3 888.9            |
| Ciudad de Colón    | 3.0              | 18 783        | 45.80%        | 6 296.7            |
| Buena Vista        | 113.0            | 19 221        | 34.55%        | 170.2              |
| Cativá             | 22.1             | 37 000        | 7.07%         | 1 672.2            |
| Ciricito           | 66.4             | 3 174         | 9.45%         | 47.8               |
| Cristóbal          | 412.9            | 10 466        | N/A           | 25.3               |
| Escobal            | 78.1             | 2 293         | 3.98%         | 29.3               |
| Limón              | 76.4             | 5 546         | 18.89%        | 72.6               |
| Nueva Providencia  | 17.6             | 8 734         | 50.25%        | 495.4              |
| Puerto Pilón       | 99.3             | 18 285        | 10.70%        | 184.2              |
| Sabanitas          | 11.7             | 23 630        | 24.03%        | 2 013.4            |
| Salamanca          | 195.3            | 5 043         | 29.91%        | 25.8               |
| San Juan           | 41.7             | 22 499        | 29.08%        | 539.8              |
| Santa Rosa         | 27.5             | 1 232         | 24.82%        | 44.7               |
| Cristóbal Este     | 28.9             | 64 816        | N/A           | 2 242.4            |
| Resto del distrito | 1 191.0          | 221 939       | 29.11%        | 186.4              |
| Total general      | 1 194.0          | 240 722       | 16.54%        | 201.6              |